# Wilhelm IV. von Nevers
Wilhelm IV. (französisch Guillaume) (* um 1130; † 24. Oktober 1168) war ein Graf von Nevers, Auxerre und Tonnerre aus dem Haus Monceaux. Er war ein Sohn von Graf Wilhelm III. von Nevers und dessen Ehefrau Ida von Sponheim.
Wilhelm wurde 1159 zum Ritter geschlagen. Gegen ihn verbündeten sich die Grafen Stephan I. von Sancerre und Renaud von Joigny, aber Wilhelm konnte in einer Schlacht am 15. April 1163 über seine Gegner siegen.
Er führte 1168 ein Kreuzzugsheer nach Palästina. Seine Ankunft nahm König Amalrich I. von Jerusalem zum Anlass, einen Kriegszug gegen Ägypten anzufangen, dem sich alle christlichen Kräfte mit Ausnahme des Templerordens anschlossen. Wilhelm selbst konnte an dem Feldzug nicht mehr teilnehmen, da er vorher starb. Er wurde in Betlehem bestattet. Dafür kämpften die meisten seiner Ritter mit, die wahrscheinlich für das Massaker an der Bevölkerung von Bilbeis verantwortlich waren.
Wilhelm war seit 1164 verheiratet mit Eleonore von Vermandois († 1213), einer Tochter von Graf Rudolf I. von Vermandois. Da sie keine Kinder hatten, folgte ihm sein Bruder Guido in der Regierung von Nevers nach.